# Poplavka, Rozdilna
Poplavka (în ucraineană Поплавка) este un sat în comunei Novoborîsivka din raionul Rozdilna, regiunea Odesa, Ucraina.

## Demografie
Componența lingvistică a localității Poplavka
     Ucraineană (94,86%)
     Rusă (3,95%)
     Alte limbi (1,19%)
Conform recensământului din 2001, majoritatea populației localității Poplavka era vorbitoare de ucraineană (94,86%), existând în minoritate și vorbitori de rusă (3,95%).